# Bernice Hansen
Bernice Hanson (11 juillet 1897 – 16 avril 1981), de son nom complet Berneice Edna Hansell, est une actrice américaine spécialisée dans le doublage des dessins animés. Elle est née et a vécu à Los Angeles. Elle est reconnue pour avoir doublé des personnages féminins ou jeunes dans plusieurs studios de production (notamment ceux de Warner Bros., avec le personnage de Little Kitty  dans I Haven't Got a Hat de 1935), du milieu des années 1930 jusqu'à la fin de la décennie.

## Biographie

### Débuts et Carrière
Bernice Hanson est née dans l'État de Los Angeles, Californie le 11 juillet 1897 d'Edward et T. Belle (née Carey) Hansell. 
Son père est un Anglais qui a émigré aux États-Unis en 1877. Sa mère venait de l'État américain d'Iowa. Edward Hansell travaille comme bijoutier puis comme opticien dans les années 1920, enfin comme opérateur d'ascenseur pendant la Grande Dépression en 1930. Hansell trouve du travail comme sténo-dactylographe puis comme couturière pour les studios de Warner Bros.. Elle se débrouille pour rejoindre les studios de production de cartoons de Walt Disney où elle fait le cri de la souris Mickey Mouse,. 
La même année, elle va travailler chez les studios concurrents : ceux de Leon Schlesinger et Walter Lantz.
Du fait de l'habitude de ne pas inscrire les noms des acteurs de doublage sur les cartons de générique des dessins animés des années 1930, les historiens spécialisés ont eu des difficultés à identifier correctement ces acteurs, en particulier les actrices qui faisaient les voix des personnages de jeunes animaux anthropomorphes, et ont fait des erreurs d'interprètes. Ainsi, Bernice Hansen a été erronément créditée comme la voix de Sniffles, la souris des Looney Tunes.
Sa carrière dans l'animation se termine au début des années 1940. À ce moment-là, les petits personnages de dessins animés au profil mignon, qui avaient été si populaires dans la décennie précédente, passent de mode. Sara Berner, actrice de doublage plus dynamique et de plus grand talent, lui succède au titre de première actrice de doublage des dessins animés chez Warner Bros. et exercera durant pratiquement toute la décennie de 1940.

### Fin de vie
Bernice Hansen meurt à Los Angeles le 16 avril 1981, à l'âge de 83 ans.